# Genesis (film, 1986)
Pour les articles homonymes, voir Genesis et Genesis (film).
Pour plus de détails, voir Fiche technique et Distribution.
Genesis est un film coproduit par la France, l'Inde, la Belgique et la Suisse et réalisé par Mrinal Sen en 1986. Empruntant son titre à la Bible, Genesis (ou La Genèse), est une entreprise cinématographique impulsée par Jack Lang, alors ministre de la Culture en France, en collaboration avec Mrinal Sen et plusieurs producteurs européens.

## Synopsis
Deux hommes du peuple, l'un fermier, l'autre tisserand s'installent dans un village en ruines - vestige de quelque société précédente ? - et tentent de vivre en échangeant le produit de leur travail, contre le strict nécessaire pour vivre et pour produire par l'intermédiaire d'un marchand. Une femme arrive bientôt : concurrence et  jalousie s'instaurent dès lors entre les deux hommes, surtout lorsqu'un enfant naît. Après le départ de celle-ci, un conflit éclate avec le rusé marchand que les deux hommes accusent d'exploitation éhontée. Forts de leur "bon droit", le marchand et ses acolytes rasent finalement leur communauté au bulldozer. 

## Fiche technique
- Titre du film : Genesis
- Réalisation : Mrinal Sen
- Scénario : M. Sen, Mohit Chattopadhya, Surendra P. Sigh, Umashankar Pathik, d'après la nouvelle de Samaresh Basu
- Photographie : Carlo Varini, couleurs
- Décors : Nitish Roy
- Musique : Ravi Shankar
- Montage : Elizabeth Waelchli
- Pays d'origine :  France/ Inde/ Belgique/ Suisse
- Langue : hindi
- Genre : drame
- Durée : 105 minutes
- Année de sortie : 1986

## Distribution
- Shabana Azmi : La femme
- Naseeruddin Shah : le fermier
- Om Puri : le tisserand
- M.K. Raina : le marchand

## Commentaire
L'idée du film, selon Denis A. Canal (in : Dictionnaire des films, Éditions Larousse), pourrait être la suivante : « quelques pauvres tentent de relever la tête et de construire un monde nouveau, mais l'argent, l'amour, le pouvoir viennent tout bouleverser. »
Pour Yves Thoraval (in : Les Cinémas de l'Inde, L'Harmattan), « malgré le talent des acteurs, ce film d'une immense humanité a quelque peu souffert auprès du public d'une "abstraction" inusité dans le cinéma indien. »